# Belchalwell Street
Belchalwell Street – wieś w Anglii, w hrabstwie Dorset. Leży 23 km na północny wschód od miasta Dorchester i 167 km na południowy zachód od Londynu.